# 2010년 아시아 남자 핸드볼 선수권 대회
제14회 아시아 남자 핸드볼 선수권 대회는 2010년 2월 6일부터 19일까지 레바논 베이루트에서 열렸다.